# Cortes de Barcelona (1377)
Las Cortes Catalanas de 1377   fueron convocadas por el rey Pedro IV el Ceremonioso en Barcelona, y celebradas entre 1377-1378.
El 27 de enero de 1377, se prorrogaron las Cortes de Monzón (1376-1377) para los catalanes en Gandesa para el 1 de marzo, pero no llegaron a abrirse allí y se prorrogaron a Barcelona para abrirse el 27 de abril. En esta edición se puso en cuestión la actuación de los diputados de la Generalidad, especialmente de Guillem de Guimerà i d'Abella, a quien se acusó de irregularidades económicas en beneficio propio y de la Orden del Hospital, de la que era gran Prior. A pesar de algunos encargos que eran de las cortes para participar en comisiones de trabajo y de representación ante el rey, en la sesión del 28 de agosto de 1377, Juan I de Ampurias presentó una propuesta de revocación general de oficios de la Generalidad, desde los diputados y consejeros hasta los oyentes, porteros y escribanos, a excepción de Hug de Santapau, oyedor militar. Esta propuesta, aprobada con muchos diputados absentos, llegó al rey, que la revocó por defecto de forma y de quórum. A pesar de salvar los cargos de los diputados, estos renunciaron por una cuestión de honor. A Guillem de Guimerà, en reconocimiento de esta injusticia, se le concedió el privilegio de escoger el nuevo representante del brazo eclesiástico, hecho que recayó en Galceran de Besora i de Cartellà, nombrado nuevo presidente de la Generalidad en la sesión del 16 de octubre de 1377. Con todo, la humillación que le representó y la incomprensión de la clase dirigente le hizo dejar la política y dedicarse a las actividades en el gran priorado de Cataluña.
Sin embargo, la crisis no se consideraba acabado y la corte, al final de su funcionamiento en agosto de 1378, decidió nombrar una comisión reorganizadora para redirigir la institución. Formada por nuevas personas con poderes absolutos tenía tiempo hasta septiembre de 1378 para emitir una propuesta. La comisión acabó recomendando la destitución de los diputados acabados de nombrar justo un año antes y volverlos a nombrar con una retribución inferior. Los miembros de la efímera diputación protestaron y, finalmente, fueron destituidos y se ocuparon de asuntos de defensa marítima contra el duque Luis I de Anjou que amenazaba las costas valencianas.
Ramon Gener, que formaba parte de la mencionada comisión, fue elegido nuevo presidente de la Generalidad el 7 de enero de 1379, pero no tendría todos los poderes hasta que el rey ratificó el nombramiento el 10 de marzo de 1379. En estos dos meses, los oidores de cuentas no reconocieron la decisión de la comisión y se negaron a jurar los sellos y los libros de cuentas a los nuevos diputados.
La corte también decidió otorgar un compemento de 110.000 libras al donativo otorgado a Monzón; 30.000 para fogaje, 50.000 para venta de censales de la Generalidad y 30.000 más del fogaje, pero solo si el conde de Anjou atababa Cataluña, cosa que no sucedió.
| Predecesor: Cortes de Monzón (1376-1377) | Cortes Catalanas 1379-1380 | Sucesor: Cortes de Barcelona (1379) |